# Morten D.D. Hansen
Morten Dewald Drøgemüller Hansen (født 27. august 1972 i Vejle) er en dansk biolog og tidligere museumsinspektør for Naturhistorisk Museum i Aarhus med base på Molslaboratoriet.
Han har blandt andet medvirket i mange naturprogrammer på tv. Seneste i 2020 i konkurrencen 1 døgn, 2 hold, 3 dyr på TV 2 sammen med Sebastian Klein, Bjørli Lehrmann og Vicky Knudsen.
I kategorien “formidling for voksne” blev han ved Naturmødet i 2016 som den første nogensinde, kåret som Danmarks bedste naturformidler.
Han medvirkede i tredje sæson af Bidt, brændt og stukket med Sebastian Klein i 2019.
I 2020 medvirkede han i programserien Giv os naturen tilbage sammen med Frank Erichsen, der omhandlede skabelse af vild natur og biodiversitet.
31. januar 2023 stoppede han sit virke som museumsinspektør.